# 曾店镇
曾店镇，是中华人民共和国湖北省孝感市云梦县下辖的一个乡镇级行政单位。

## 行政区划
曾店镇下辖以下地区：
曾店社区、徐岗村、徐店村、刘店村、余楼村、新王村、双岗村、双合村、石山村、大方村、朱桥村、人和村、长彭村、冯巷村、大汪村、大吴村、刘砦村、下张村、肖店村、中份村、冯铺村和破黄村。